# 第1戦闘航空兵指導官
第1戦闘航空兵指導官(ドイツ語: Jagdfliegerführer 1)は、ドイツ空軍で設けられていた指揮官職である。戦闘機部隊の指揮を務めた。

## 概要
1939年12月21日にイェファーで組織され、第2航空艦隊の戦闘機部隊で指揮を執った。1941年4月1日に中部戦闘航空指導官へ変更され、解消した。

## 歴代指導官
- 不明
- テオドール・オステルカンプ中将 (1940年7月22日 - 1940年12月31日)
- 不明